# 海乌姆扎天主圣三圣殿共主教座堂
海乌姆扎天主圣三圣殿共主教座堂，是一座罗马天主教宗座圣殿，位于波兰城市海乌姆扎。
1994年，该堂成为天主教托伦教区的共主教座堂。1982年成为次级宗座圣殿。

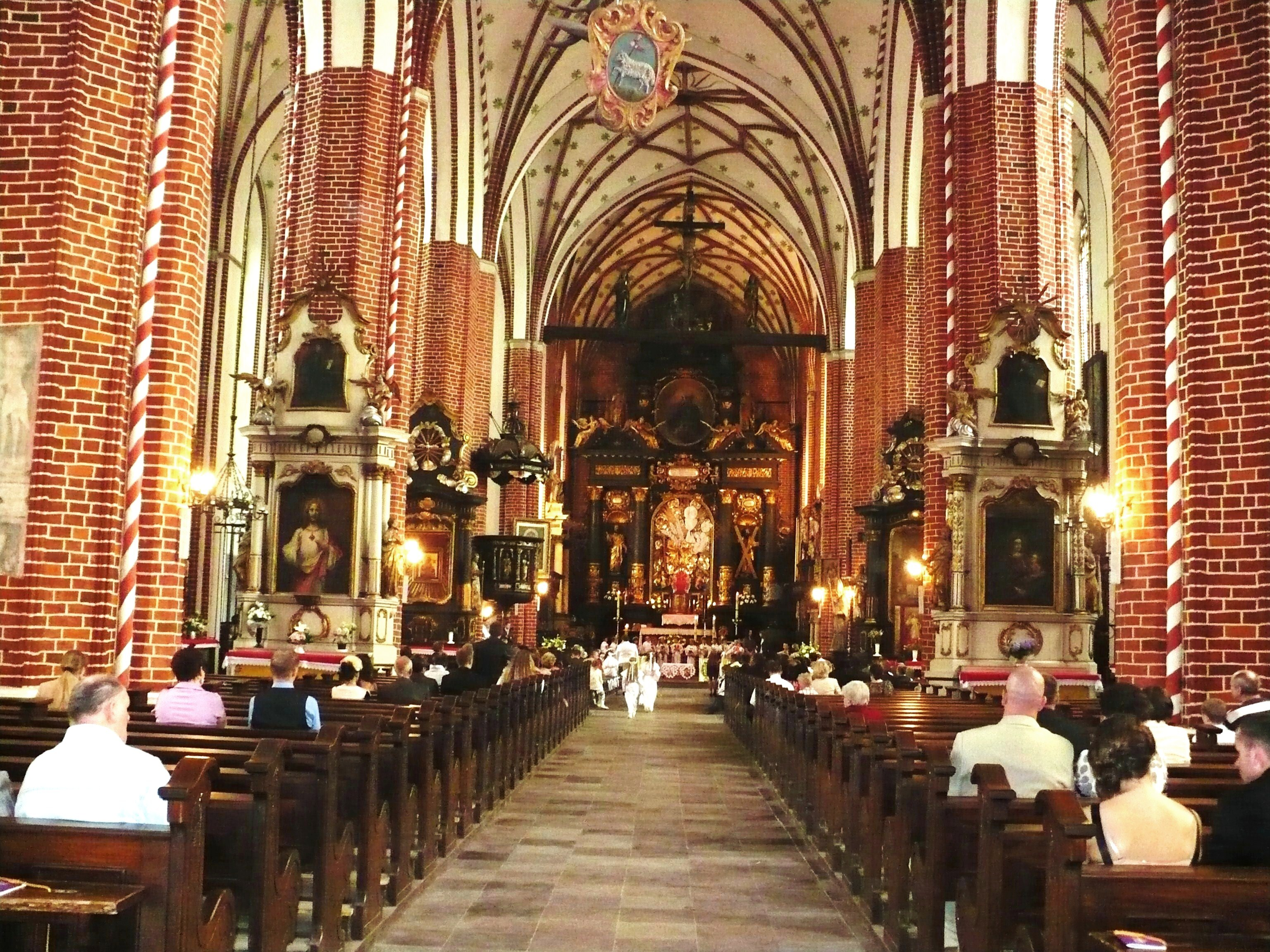